# Ein Liebesversuch (Kurzgeschichte)
Ein Liebesversuch ist eine Kurzgeschichte von Alexander Kluge. Sie erschien 1962 in seiner ersten Prosaveröffentlichung „Lebensläufe“. Die Geschichte befasst sich mit Geschehnissen in den Konzentrationslagern und bezieht sich auf ein Experiment von 1943, das in einem Vernichtungslager Deutschlands tatsächlich durchgeführt wurde.
Die Kurzgeschichte löste Bestürzung aus, wurde schon bald als Klassenlektüre an Schulen eingeführt, brachte andererseits aber auch Kluge den Vorwurf von Pornographie ein. Sie ist Kluges bekannteste Prosaarbeit und veranschaulicht die Grausamkeit in den Vernichtungslagern zur Zeit des Nationalsozialismus mit nüchterner Objektivität. Mit seiner Erzählung traf Kluge den Nerv der Zeit. Als die Geschichte veröffentlicht wurde, standen die Auschwitzprozesse unmittelbar bevor.

## Inhalt
In der Geschichte wird der Versuch einer Massensterilisation im Auschwitzer Konzentrationslager während des Zweiten Weltkriegs thematisiert. 1943 kam die Röntgenstrahlung auf, welche als billigstes Mittel zur Sterilisation diente. Es wird ein Versuch geschildert, mit dem die Nachhaltigkeit der so erzielten Unfruchtbarkeit geprüft werden sollte. In dem „Experiment“ wurden ein weiblicher und ein männlicher Häftling in einen Raum gebracht, in der Erwartung, es komme zum Beischlaf. Es waren jüdische Versuchspersonen, die vorweg sorgfältig ausgesucht worden waren, so dass man sich sicher glaubte, es bestehe ein gegenseitiges erotisches Interesse. Die Gefangenen erhielten eine größere und mit Teppich ausgestattete Zelle. Das Geschehen in der Zelle konnte durch ein Bullauge von der Lagerleitung verfolgt werden. Das Experiment missglückte jedoch, da die beiden Versuchspersonen jeglichen Kontakt mieden, selbst unter versuchten Manipulationen und Gewalteingriffen der Lagerleitung. Die beiden Häftlinge wurden daraufhin erschossen.

## Form
In einer Einleitung wird der Leser über die Bedingungen und das Ziel des durchzuführenden Experiments informiert.
Der folgende Teil erinnert formal an ein Interview, da alle einzelnen Absätze mit einer kurzen, prägnanten Frage beginnen, denen eine Antwort folgt.
Dabei scheint es zunächst, dass Unbekannte – die Fragen werden in der Wir-Form gestellt – einem KZ-Funktionär Fragen stellen und dieser sie beantwortet. In diesen Antworten erhält der Leser die Informationen, wie das Experiment im Einzelnen abgelaufen ist. Durch Kluges Wahl der Wir-Form wird dem Leser suggeriert, selbst einer der KZ-Funktionäre zu sein und durch deren Augen die Gefangenen zu beobachten. Es stellt sich jedoch im Lauf des Dialogs heraus, dass die Fragen nicht von Unbekannten gestellt werden, sondern von einem der teilnehmenden KZ-Funktionäre an sich selbst. Er versucht, sich mit dieser dialektischen Methode an das Experiment zu erinnern, um zu begreifen, weshalb es damals fehlgeschlagen ist.

## Historischer Hintergrund
Die Kurzgeschichte wurde 1962 veröffentlicht, das heißt unmittelbar vor den ersten Auschwitzprozessen.
Es ist anzunehmen, dass die Dokumentation Medizin ohne Menschlichkeit von Alexander Mitscherlich und Fred Mielke, Kluge als Quelle seiner Geschichte diente. Mitscherlich und Mielke veröffentlichten 1948 erstmals Texte über die von NS-Ärzten in den Konzentrationslagern durchgeführten Praktiken.

## Interpretation
Die Kurzgeschichte kann auf verschiedenen Ebenen interpretiert werden. Die formale Ebene bietet eine gute Plattform für Interpretationen.
Die Selbstbefragung des Sprechers beschäftigt sich mit der organisatorischen und technischen Seite des Experiments. Er berücksichtigt nur diese Seite bei seiner Rekapitulation und Suche nach dem Scheiterungsgrund. Dies bringt dem Leser die Kälte und Gleichgültigkeit der Nationalsozialisten näher. Den Akten zufolge fühlten die beiden Versuchspersonen große Zuneigung füreinander. Man ging aufgrund dieser Tatsache davon aus, dass der Versuch glücken wird. Dieser Rückschluss zeigt dem Leser die Unfähigkeit der KZ-Funktionäre, außerhalb der sachlichen, logischen Ebene zu denken.
Genau diese Unfähigkeit garantierte den traurigen „Erfolg“ dieses Regimes. Die sachliche Nüchternheit, die Rationalisierung.
Der Leser erfährt nur durch den KZ-Funktionär über die Existenz der Versuchspersonen. Ihr Lebenslauf endet mit ihrer Erschießung. Im Text wird weder eine Innenbeschreibung, noch ein Dialog zwischen den Häftlingen erwähnt. Auch in den Akten werden nur noch die Initialen der Gefangenen geschrieben. Dies veranschaulicht den Gedanken der Auslöschung von ganzen Lebensläufen des Nazi-Regimes. Die Tatsache, dass der Leser nur durch den Täter etwas über die Lebensläufe der Häftlinge erfährt, zeigt die Kontrolle und Macht auf, welche das nationalsozialistische System über ihre Feinde hatte.
Im Text stellt sich der Sprecher die Frage: „Wurden wir selbst erregt?“ Nun gibt es zwei Antworten auf diese Frage: Zum einen die passende und zum anderen die wahre. Der Sprecher antwortet: „Jedenfalls eher als die beiden im Raum; wenigstens sah es so aus. Andererseits wäre uns das verboten gewesen. Infolgedessen glaube ich nicht, dass wir erregt waren.“ Seine Antwort enthält die passende und die richtige Antwort. Er sagt zuerst, dass sie eher erregt waren als die beiden im Raum, was heißen kann, dass sie erregt waren. Dies darf er jedoch keineswegs zugeben, da es „Rassenschande“ bedeutet. Deshalb korrigiert er sich und rutscht sofort wieder in die rationalisierende Art zu sprechen. Er sagt, dass es ihnen verboten sei und aufgrund dessen, wären sie auch nicht erregt gewesen.

## Forschungsliteratur
- Jens Birkmeyer: Kürze als Kritik der Zeit. Verdichtung und Verknappung in Alexander Kluges Erzählungen. In: Kulturen des Kleinen. Mikroformate in Literatur, Kunst und Medien. Hrsg. von Sabine Autsch [u. a.]. Paderborn 2014. S. 101–117.
- Hans-Joachim Hahn: NS-Mediziner in Peter Weiss‘ Die Ermittlung und Alexander Kluges Ein Liebesversuch. In: NS-Medizin und Öffentlichkeit. Formen der Aufarbeitung nach 1945. Hrsg. von Stephan Braese und Dominik Groß. Frankfurt a. M. / New York 2015. S. 215–232.
- Veronika Zangl: Zum Eigensinn der Faktizität in Alexander Kluges Ein Liebesversuch. In: Die Frage des Zusammenhangs. Alexander Kluge im Kontext. Hrsg. von Christian Schulte. Berlin 2012. S. 169–180.